# Wolfgang Stock (Journalist)

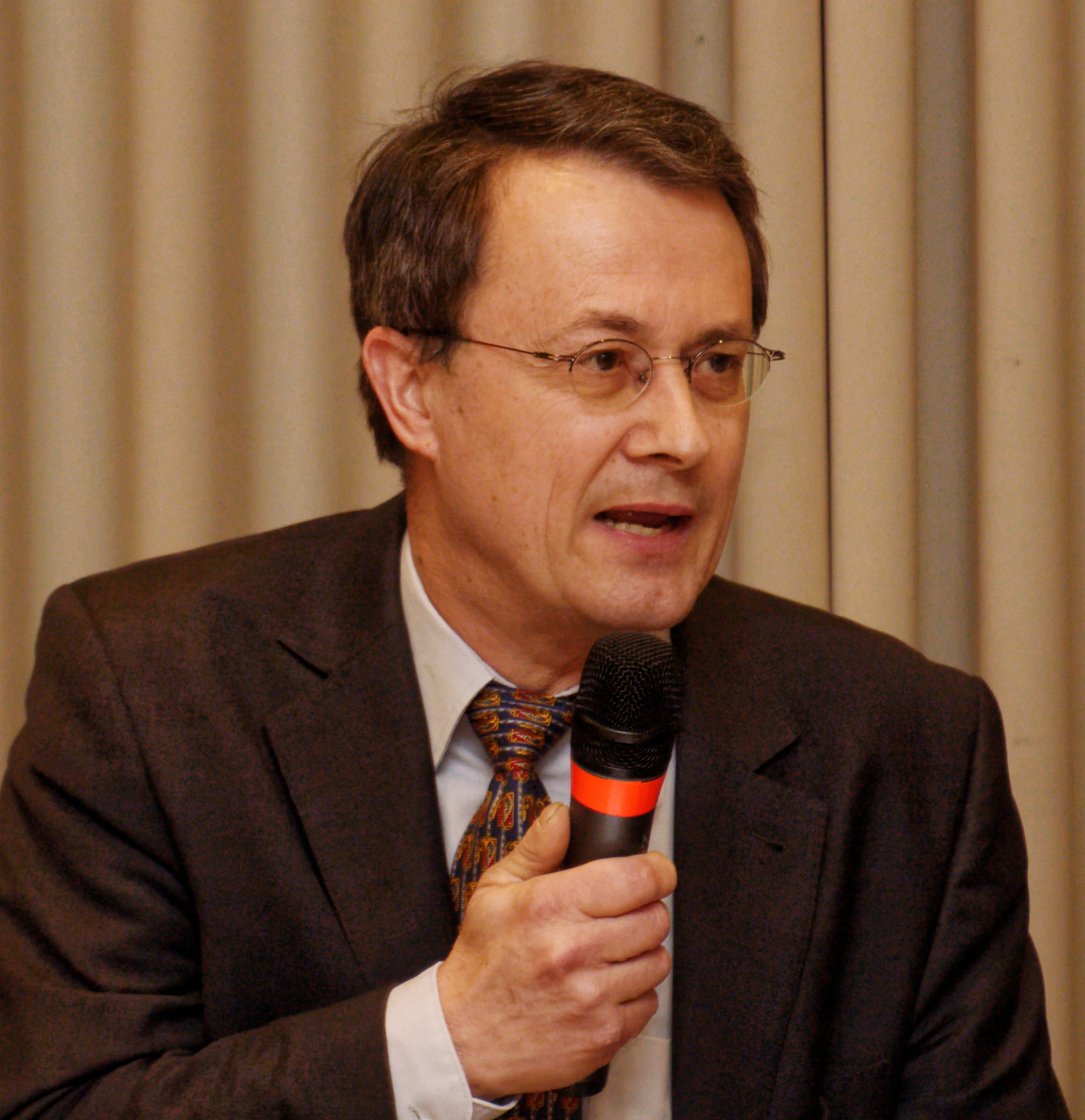
Wolfgang Stock, 2015

Wolfgang Stock (* 5. Juli 1959 in Hannover) ist ein deutscher Journalist, Autor, Hochschullehrer und – ehemals geschäftsführender – Gesellschafter der Beratungsagentur für Öffentlichkeitsarbeit Convincet GmbH.

## Beruflicher Werdegang
Wolfgang Stock studierte Geschichte und Politische Wissenschaften an der Julius-Maximilians-Universität Würzburg und wurde 1991 mit einer Arbeit über die deutsche Europapolitik an der Universität Oxford promoviert. Er absolvierte 2008 das Advanced Management Program der IESE Business School in Barcelona.
In den 1980er Jahren begann Stock seine journalistische Tätigkeit als freier Korrespondent für verschiedene Tageszeitungen in den damaligen Ostblockstaaten. Während der Zeit des Kriegsrechts berichtete er für Die Welt aus Polen. Er knüpfte enge Kontakte zu oppositionellen Intellektuellen in der DDR, der polnischen Gewerkschaft Solidarność und der Charta 77 in der Tschechoslowakei. Als Mitarbeiter des Abgeordneten im Europäischen Parlament Otto von Habsburg (CSU) redigierte er die Paneuropa-Zeitschrift. Gleichzeitig engagierte er sich in der Paneuropa-Jugend. Als Organisator und Fahrer für Hilfsgüter der Internationalen Gesellschaft für Menschenrechte unterstützte er Mitte der 1980er Jahre Jerzy Popiełuszko in dessen Bemühungen um die Versorgung der Familien der polnischen Opposition. Er war der erste Westeuropäer, der nach der Verhängung des Kriegsrechts am 13. Dezember 1981 Hilfsgüter zur Unterstützung der Solidarność nach Danzig brachte. 1985 wurde ihm die Einreise in die DDR verboten. Von 1988 bis 1996 war Stock für die Frankfurter Allgemeine Zeitung (FAZ) tätig und berichtete 1990 über die ersten freien Wahlen in der DDR. Ab 1991 war er politischer Korrespondent der FAZ in Bonn. Von 1996 bis 1998 war er leitender Redakteur der Berliner Zeitung, von 1998 bis 2001 politischer Korrespondent des Focus in Bonn und Berlin. 2000 publizierte er die erste Biographie über Angela Merkel. Von 2001 bis 2003 war er Leiter des Ressorts Politik und geschäftsführender Redakteur der Welt am Sonntag.
Zum Professor berufen wurde Stock von der privaten katholischen Gustav-Siewerth-Akademie, als Nachfolger von Guido Knopp. Von 2001 bis 2009 war er dort Fachleiter für Journalistik. In den Jahren 2004 und 2005 war er für zwei Semester Vertreter der Professur für Fachjournalistik-Geschichte an der Justus-Liebig-Universität Gießen. Seit 2006 ist Stock Dozent für Journalistik an der Europa-Universität Viadrina in Frankfurt (Oder).
2004 arbeitete er für das Medienforschungsinstitut Medien Tenor. Seit 2005 ist Stock geschäftsführender Gesellschafter der Beratungsagentur für Öffentlichkeitsarbeit Convincet GmbH (früher RCC Public Affairs), die unter anderem den Video-Podcast der Bundeskanzlerin Angela Merkel initiiert und acht Folgen lang produziert hat. Diese Firma ist laut Stock „spezialisiert auf Krisenkommunikation und Kommunikationsstrategien im iPad-Zeitalter“. Convincet-Partnerbüros gab es in London, geleitet von Jill Cochrane, und in Zürich, geleitet von Hanning Kempe.
Stock ist Geschäftsführer des Vereins Pro Bürgergeld e. V., der das Konzept eines „solidarischen Bürgergeldes“ mit einer PR-Kampagne unterstützt, und seit 2012 Geschäftsführer der Freien Evangelischen Schulen Berlin.
Stock gehört dem Vorstand des Christlichen Medienverbunds KEP an. Er ist ferner Vorsitzender des Brüsewitz-Zentrums und dessen Trägervereins, des Christlich-Paneuropäischen Studienwerkes. Stock ist Mitglied der Selbständigen Evangelisch-Lutherischen Kirche. Beim Kongress der Akademie für Psychotherapie und Seelsorge 2009 in Marburg war er Mitarbeiter der Pressestelle und unterschrieb auch die Marburger Erklärung „Für Freiheit und Selbstbestimmung – gegen totalitäre Bestrebungen der Lesben- und Schwulenverbände“, nach der „Veränderung einer homosexuellen Neigung“ als möglich dargestellt wird und „Menschen, die unter ihrer sexuellen Orientierung leiden und therapeutische Hilfe suchen“, eine Therapie anzubieten sei.
Im Oktober 2009 reichte Stock die einzige erfolgreiche Programmbeschwerde in der zehnten Amtsperiode des WDR-Rundfunkrates ein. Diese richtete sich gegen einen Film des Journalisten Klaus Martens mit dem Titel Heilung unerwünscht, der von einer Neurodermitis-Salbe handelte. Im Mai 2010 stellte der (zwischenzeitlich elfte) Rundfunkrat des WDR unter Leitung von Ruth Hieronymi fest, der Film verletze das Gebot der journalistischen Fairness durch eine sehr vereinfachte und einseitige Darstellung, und gab somit Stocks Beschwerde statt. Infolgedessen wurden die „Grundsätze für die investigative Berichterstattung“ für alle Programmgruppen des WDR überarbeitet.
In Woltersdorf (bei Berlin) wurde Stock im Rahmen der Kommunalwahlen in Brandenburg 2008 in die Gemeindevertretung gewählt und war auch zeitweise Vorsitzender des Hauptausschusses. Im Mai 2011 gab er überraschend seinen Rücktritt bekannt und begründete diesen Schritt mit Zeitproblemen. Seit Juni 2010 ist er Vorsitzender des CDU-Ortsverbandes Woltersdorf. 1998 wurde Stock ehrenamtlicher Geschäftsführer der christlichen Kindertagesstätte in Woltersdorf. Im Dezember 2012 wurde Stock in den sechzigköpfigen Hauptvorstand der Deutschen Evangelischen Allianz berufen. Mit ihm ist zum ersten Mal die Selbständig Evangelisch-Lutherische Kirche im Allianzvorstand vertreten. Von 2012 bis 2017 war Stock Geschäftsführer des Christburg Campus Berlin, bevor er dann im September 2017 das Amt des Generalsekretärs beim Verband Evangelischer Bekenntnisschulen übernahm.
Stock ist Oberstleutnant der Reserve beim Kreisverbindungskommando Frankfurt (Oder) der Bundeswehr.

## Wiki-Watch

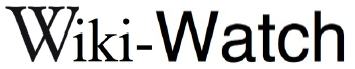
Schriftzug des Logos von Wiki-Watch

Schriftzug des Logos der Wikipedia

2010 gründete Stock gemeinsam mit dem Juristen und Hochschullehrer Johannes Weberling das Projekt Wiki-Watch mit dem erklärten Ziel, die Transparenz von Wikipedia-Artikeln zu erhöhen. Die Prüfung nach Eingabe in eine Suchmaschine erfolgt auf der Grundlage eines selbst entwickelten Algorithmus. Unabhängige Untersuchungen über die Zuverlässigkeit dieser von Wiki-Watch vorgenommenen Bewertungen liegen nicht vor. Die Arbeitsstelle Wiki-Watch ist dem Fachbereich Medienrecht der Juristischen Fakultät an der Europa-Universität Viadrina Frankfurt (Oder) zugeordnet.
Ein im Juli 2011 erschienener Artikel in der Frankfurter Allgemeinen Zeitung beschrieb einen mutmaßlichen Interessenkonflikt zwischen Stocks Arbeit für Wiki-Watch und der PR-Tätigkeit seiner Agentur Convincet für den Pharmakonzern Sanofi-Aventis. Der Inhaber des Lehrstuhls für Öffentliches Recht, Wolff Heintschel von Heinegg, drohte indirekt mit dem Aus für Wiki-Watch, sollten sich die Vorwürfe gegen Stock bewahrheiten. Stock arbeitet nach Recherchen des Nachrichtenmagazins Der Spiegel seit Juli 2009 als Kommunikationsberater für den Pharmakonzern Sanofi-Aventis. Nach eigener Aussage hatte er Wikipediaartikel zu gesundheitspolitischen Themen und Arzneistoffen aus Interesse und persönlicher Betroffenheit und nicht gegen Bezahlung bearbeitet. Infolge der Medienkritik verzichtete Stock im September 2011 auf die Leitung und Zugriffsrechte der Internetplattform Wiki-Watch. In einer Presseerklärung ließ die Europa-Universität Viadrina verlauten, gegenüber der Arbeitsstelle Wiki-Watch an der Europa-Universität Viadrina Frankfurt (Oder) und ihren Mitarbeitern Wolfgang Stock, Maximilian Kall und Johannes Weberling, gäbe es „nachweislich falsch“ erhobene Vorwürfe, ohne jedoch zu erklären, welche Vorwürfe gemeint seien, oder welche Nachweise dagegen sprechen würden.

## Ehrungen

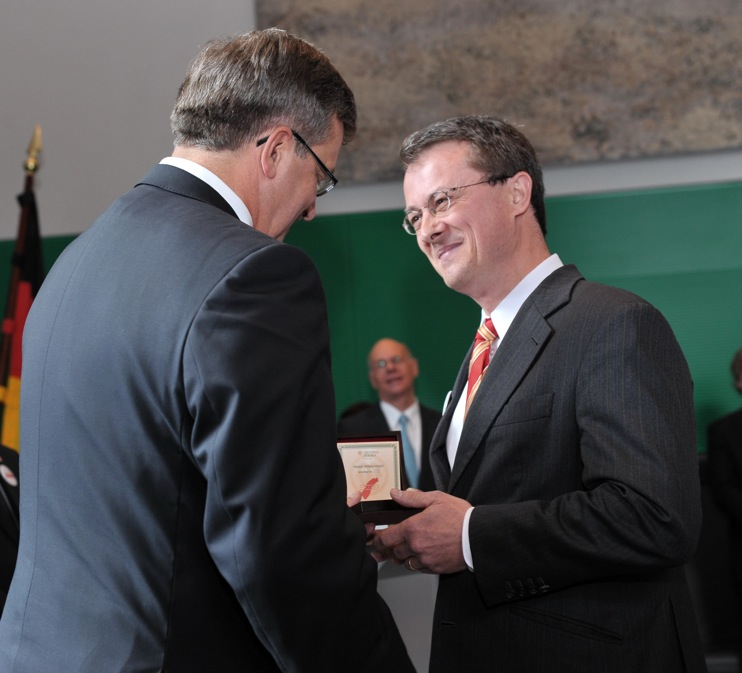
Wolfgang Stock (rechts) mit Bronisław Komorowski bei der Verleihung der Dankbarkeitsmedaille der Solidarność, im Hintergrund Norbert Lammert

Wolfgang Stock erhielt für sein Engagement in den 1980er Jahren als Vertreter der Polenhilfe der Internationalen Gesellschaft für Menschenrechte am 3. September 2010 im Reichstagsgebäude in Berlin die Dankbarkeitsmedaille des Europäischen Zentrums der Solidarność. Überreicht wurde ihm die Medaille durch den polnischen Staatspräsidenten Bronisław Komorowski für seine Unterstützung der Solidarność in Danzig unter anderem mit Druckmaschinen und durch Schmuggeln von Tagesliteratur von Deutschland nach Polen sowie politischer, regimekritischer Literatur von Polen nach Deutschland.

## Familie
Stock ist verheiratet. Das Ehepaar hat fünf Kinder und lebt in Woltersdorf (bei Berlin).

## Publikationen
- Mit Helmut Müller-Enbergs, Heike Schmoll: Das Fanal. Das Opfer des Pfarrers Brüsewitz und die evangelische Kirche. Ullstein, Frankfurt/Main und Berlin 1993, ISBN 3548366163.
- Mit Kai Diekmann, Ulrich Reitz: Roman Herzog. Der neue Bundespräsident im Gespräch. Lübbe-Verlag, Bergisch Gladbach 1994, ISBN 340461299X.
- Mit Kai Diekmann, Ulrich Reitz: Rita Süssmuth im Gespräch. Lübbe-Verlag, Bergisch Gladbach 1994, ISBN 3404613279.
- Mit Jürgen Aretz: Die vergessenen Opfer der DDR. Lübbe-Verlag, Bergisch Gladbach 1997, ISBN 340460444X. Neuausgabe Palmedia, Berlin 2009, ISBN 9783000292194.
- Angela Merkel. Eine politische Biographie. Olzog Verlag, München 2000, ISBN 3789280380 (1989–2000); Neuauflage 2005, ISBN 3-7892-8168-9 (1989–2005).